# HMS Pioneer (1944)
HMS Pioneer – brytyjski lotniskowiec typu Colossus zbudowany dla Royal Navy w czasie II wojny światowej, zmodyfikowany do roli okrętu warsztatowego dla samolotów.
Okręt wszedł do służby pod koniec wojny, w lutym 1945 roku, po czym dotarł do Australii w połowie 1945 roku, by uczestniczyć w operacjach Brytyjskiej Floty Pacyfiku przeciw siłom japońskim. Wspierał ataki na japońskie wyspy wewnętrzne od połowy czerwca do sierpnia i zakończenia wojny. Jego portem macierzystym była baza na Wyspach Admiralicji. Okręt i jego wyposażenie zostały wykorzystane do naprawy infrastruktury Hongkongu pod koniec 1945 roku. Wrócił do Wielkiej Brytanii na początku 1946 roku. Po powrocie na wody europejskie przeniesiony do rezerwy. W 1954 roku sprzedano go na złom.

## Projekt i budowa
Jednostki typu Colossus zostały zaprojektowane w taki sposób, by wypełnić duże zapotrzebowanie na okręty lotnicze, ujawnione w toku II wojny światowej. Ich projekt bazował na jednostkach typu Illustrious, ale został zmieniony tak, by umożliwić szybką budowę w stoczniach komercyjnych. „Pioneer” nie został ukończony według pierwotnego projektu – pozytywny odbiór pierwszego okrętu warsztatowego przeznaczonego dla samolotów (HMS „Unicorn”) spowodował zmianę wymagań Admiralicji, która podjęła decyzję o modyfikacji jednostki znajdującej się w budowie na taki okręt warsztatowy, pozbawiony katapult lotniczych.
„Pioneer” miał długość całkowitą 211,8 m, szerokość 24,5 m i zanurzenie 7 m przy wyporności pełnej (deep load). Cechował się wypornością standardową 12 000 długich ton. Był wyposażony w dwa zespoły turbin parowych systemu Parsonsa, każdy napędzający jedną śrubę napędową. Para do turbin była wytwarzana przez cztery kotły Admiralicji, o ciśnieniu roboczym 400 psi. Turbiny osiągały moc 40 000 shp i rozpędzały okręt do prędkości 25 węzłów. Okręt mógł zabunkrować 3196 długich ton paliwa płynnego, co zapewniało mu zasięg 8500 mil morskich przy prędkości 11 węzłów.
W celu maksymalizacji miejsca dla warsztatów i magazynów na pokładzie, nie zabudowano lin hamujących dla samolotów ani katapult. Dwa duże pomieszczenia na pokładzie zostały zamontowane w rejonie wyspy i z tyłu pokładu lotniczego. Okręt miał pojedynczy hangar o wysokości 5,33 m. Samoloty pomiędzy hangarem a pokładem lotniczym były transportowane przez dwie windy lotnicze o rozmiarach 10,4 × 13,7 m. Dwa duże żurawie zostały zamontowane na pokładzie lotniczym, by przemieszczać samoloty i zapasy na i z pokładu lotniczego. Okręt był wyposażony w dwie małe lichtugi z własnym napędem, za pomocą których można było transportować samoloty pomiędzy okrętami, albo nabrzeżem. Główny zbiornik paliwa lotniczego miał pojemność 448 000 l Załoga okrętu liczyła razem 854 ludzi, plus 222 ludzi w części warsztatowej.
Okręt był wyposażony w sześć poczwórnych podstaw dla dział kal. 40 mm („pom-pom”). Podstawy te pozwalały na prowadzenie ognia w zakresie od -10 do +80 stopni. Działo Mk VIII wystrzeliwało pocisk o wadze 0,41 kg z prędkością wylotową 590 m/s na odległość 3500 m. Szybkostrzelność działa wynosiła około 96-98 pocisków na minutę. Jednostka była także wyposażona w 19 dział Bofors 40 mm na pojedynczych podstawach. Boforsy wystrzeliwały pocisk o wadze 0,326 kg z szybkością wylotową 880 m/s. Działo miało szybkostrzelność około 120 pocisków na minutę i maksymalny zasięg 9830 m. Wszystkie działa były zamontowane na pokładzie lotniczym, a nie na sponsonach przymocowanych do burt – tak jak na jego półsiostrzanych okrętach ukończonych jako lotniskowce. Każda podstawa „pom-pomów” miała swój oddzielny dalocelownik wyposażony w radar artyleryjski Typ 262.
Zamówienie na okręt zostało złożone 7 sierpnia 1942 roku pod nazwą „Ethalion”, ale jednostkę przemianowano na „Mars” jeszcze w 1942 roku. Jego stępkę położono w stoczni Vickers-Armstrong w Barrow-in-Furness 2 grudnia. Zwodowano go 20 maja 1944 roku. Okręt przemianowano na „Pioneer” w lipcu 1944 roku, po podjęciu decyzji o przebudowaniu go na okręt warsztatowy dla samolotów. Budowę zakończono 8 lutego 1945 roku.

## Służba
Po przejściu pierwszych rejsach szkoleniowych „Pioneer” wypłynął do Australii 30 marca 1945 roku. Dotarł do Sydney 13 maja i przeszedł do wyspy Manus w Wyspach Admiralicji 21 czerwca, w ramach przygotowań do operacji przeciw Japonii. Okręt od chwili przybycia naprawił 24 samoloty i był nadal w tym rejonie w momencie kapitulacji Japonii 15 sierpnia. „Pioneer” dotarł do Hongkongu w drugiej połowie września, by pomóc w odbudowie infrastruktury tej kolonii. Jego marynarze naprawiali sieć elektryczną, telefoniczną oraz tramwaje i autobusy. Okręt odbył jedną podróż z powrotem do Manus, ale wrócił do Hongkongu pod koniec listopada. Okręt odpłynął do Sydney w następnym miesiącu i stamtąd wyruszył do Wielkiej Brytanii 17 lutego 1946 roku. Po dotarciu na Wyspy Brytyjskie umieszczono go w rezerwie. „Pioneer” został sprzedany na złom we wrześniu 1954 i rozebrany w Inverkeithing.